# 津市立高茶屋小学校
津市立高茶屋小学校（つしりつ たかぢゃやしょうがっこう）は、三重県津市高茶屋三丁目にある、公立の小学校。同市城山一丁目12番3号にあすなろ分校（あすなろぶんこう）を設置していた。
2012年（平成24年）5月1日現在の生徒数は19学級518人、特別支援学級は2学級10人。あすなろ分校は6学級35人。津市で最もブラジル国籍の児童が多く在籍する学校で、津市における日本語教育拠点校となっている。

## 施設
- 校地面積：15,903m2[4]
  - 校舎面積：6,889m2（鉄筋造、一部鉄骨造）[4]
  - 運動場面積：8,910m2[4]
  - 体育館面積：1,046m2[4]

## 沿革

### 開校から終戦まで（1876-1947）
- 1876年（明治9年）6月3日 - 一志郡小森村に「小森学校」として創立[5]。小森村・小森上野村の児童が通学し、修業年限4年の下等科を置いた[5]。
- 1880年（明治13年）4月 - 上等科を設置[5]。
- 1882年（明治15年） - 夜学会を設置するも、翌年には廃止となる[5]。
- 1884年（明治17年）4月 - 中等科を設置[5]。
- 1888年（明治21年）4月 - 尋常科を設置[5]。
- 1889年（明治22年） - 高茶屋村発足により、高茶屋尋常小学校に改称[5]。
- 1892年（明治25年） - 唱歌、裁縫科を設置[5]。
- 1894年（明治27年） - 校舎を新築[5]。
- 1895年（明治28年） - 2年制の補習科を設置[5]。
- 1901年（明治34年）4月 - 補習科を廃止して2年制の高等科を設置、高茶屋尋常高等小学校に改称[5]。
- 1908年（明治34年）4月 - 義務教育延長により、高等科が尋常科に編入される[5]。
- 1909年（明治35年）4月 - 高等科、手工科を設置[5]。
- 1913年（大正2年）10月 - 校舎1棟を増設[5]。
- 1929年（昭和4年）5月25日 - 校舎の一部を焼失[5]。
- 1930年（昭和5年）3月 - 校舎の増改築が完成[5]。
- 1939年（昭和14年）7月1日 - 高茶屋村が津市に編入され、津市高茶屋尋常高等小学校に改称[6]。
- 1941年（昭和16年）4月1日 - 国民学校令により、津市高茶屋国民学校に改称[6]。

### 戦後（1947-）
- 1947年（昭和22年）
  - 4月1日 - 学制改革により、津市立高茶屋小学校に改称[6]。児童急増に対応するため、旧津海軍工廠女子工員寄宿舎を仮校舎として本校と併用する[6]。
  - 4月15日 - 津市立南郊中学校が開校、高茶屋小学校に本部を併設する[7]。
- 1948年（昭和23年）1月30日 - 払い下げを受けて南郊中学校が旧津海軍工廠守衛本部を改造した新校舎へ移転[8]。
- 1951年（昭和26年）5月 - 第1期工事完工[9]。以後、順次校地を拡張し、1962年（昭和37年）に第9期工事が完工する[9]。
- 1957年（昭和32年）10月1日 - 草の実分校（肢体不自由者）が開校[10]。
- 1962年（昭和37年）3月31日 - 草の実分校を閉校、翌4月1日から三重県立養護学校草の実分校が開校[10]。
- 1967年（昭和42年） - 「動くおもちゃ展」を開始、以後毎年継続する[3]。
- 1985年（昭和60年）4月 - あすなろ分校が開校[11]。
- 2006年（平成18年）12月12日 - 6年生の担任が通知表を紛失したと津市教育委員会が公表[12]。
- 2007年（平成19年）9月11日 - 4年生が鳥羽市の答志島で体験学習を実施[13]。
- 2017年（平成29年）4月1日 - あすなろ分校を三重県立かがやき特別支援学校へ移管[1]

## 通学区域
| - 高茶屋小森町 - 高茶屋小森上野町 | - 城山一丁目 - 三丁目 - 高茶屋一丁目 - 七丁目 |

## 周辺
南隣に津市立南郊中学校がある。三重交通路線バス「里の上」バス停より徒歩約6分（約500m）、JR紀勢本線高茶屋駅より徒歩約8分（約700m）である。学校前を通る津市道は、近くにあったイオン津南ショッピングセンターサンバレーへの抜け道のため交通量が多く、2001年（平成13年）には2人の児童が交通事故で亡くなっている。
- 津市立高茶屋幼稚園
- 高茶屋神社
- 津市役所高茶屋出張所・津市南郊公民館
- 三重県立盲学校

## 関係者

### 出身者
- 琴風豪規 - 元大相撲力士、5年生まで在籍[16]。
- 本田恵美 - 中京テレビ放送アナウンサー[16]

### 元教員
- 坂井田晃 - 競艇選手[17]